# Fluchthorn
De Fluchthorn (Retoromaans: Piz Fenga) is een bergmassief in de Silvretta op de grens tussen de Oostenrijkse deelstaat Tirol en het Zwitserse kanton Graubünden. Het bergmassief heeft drie toppen, een noordelijke, een middelste en een zuidelijke top, waarvan de zuidelijke top met 3399 meter de op een na hoogste bergtop van de Silvretta vormt, na de Piz Linard.
Op 11 juni 2023 brak een deel van de berg af, waaronder de zuidelijke top met daarop het Gipfelkreuz.
De klimweg die de eerste beklimmers Jakob Johann Weilenmann en Franz Pöll gebruikten, plaatselijk ook bekend als Weilenmannrinne, is ook heden ten dage nog de meest gebruikelijke route naar de top. De top is bereikbaar vanuit het oosten (Heidelberger Hütte, 2264 meter) en het westen (Jamtalhütte, 2165 meter) over de Zahnjoch (2947 meter), die ten zuiden van de Fluchthorn ligt.